# Корчула
Ко́рчула (хорв. Korčula слухатиⓘ, грец. Κορκυρα Μελαινα, лат. Corcyra Nigra, італ. Curzola Курцола) — хорватський острів в Адріатичному морі поблизу узбережжя Далмації на півдні країни.

## Географія
Площа острова — 276,03 км², довжина — 46,8 км, ширина — 7,8 км, довжина берегової лінії — 181,7 км. Населення Корчули — 16 182 особи (2001). Таким чином Корчула є другим за чисельністю населення серед острів Хорватії після Крку. Найбільші населені пункти острова — міста Корчула, Блато і Вела-Лука. Місто Корчула розміщене у північно-східній частині острова, його населення становить 3 232 особи (2001).
Корчула належить до групи південно-далматинських островів. Від півострова Пелєшаць острів відокремлений вузькою Пелєшацькою протокою (завширшки від 900 до 3 000 метрів). На схід від острова Корчула розміщений Млєт, на захід — Вис, на північний захід — Хвар. Найвищі вершини острова — Клупца (568 метрів) і Ком (510 метрів). Клімат на Корчулі м'який, середземноморський. Середня температура в січні +9,8 °C, в липні — +26,9 °C. Більша частина острова вкрита типовими для Адріатики сосновими лісами.

## Транспорт

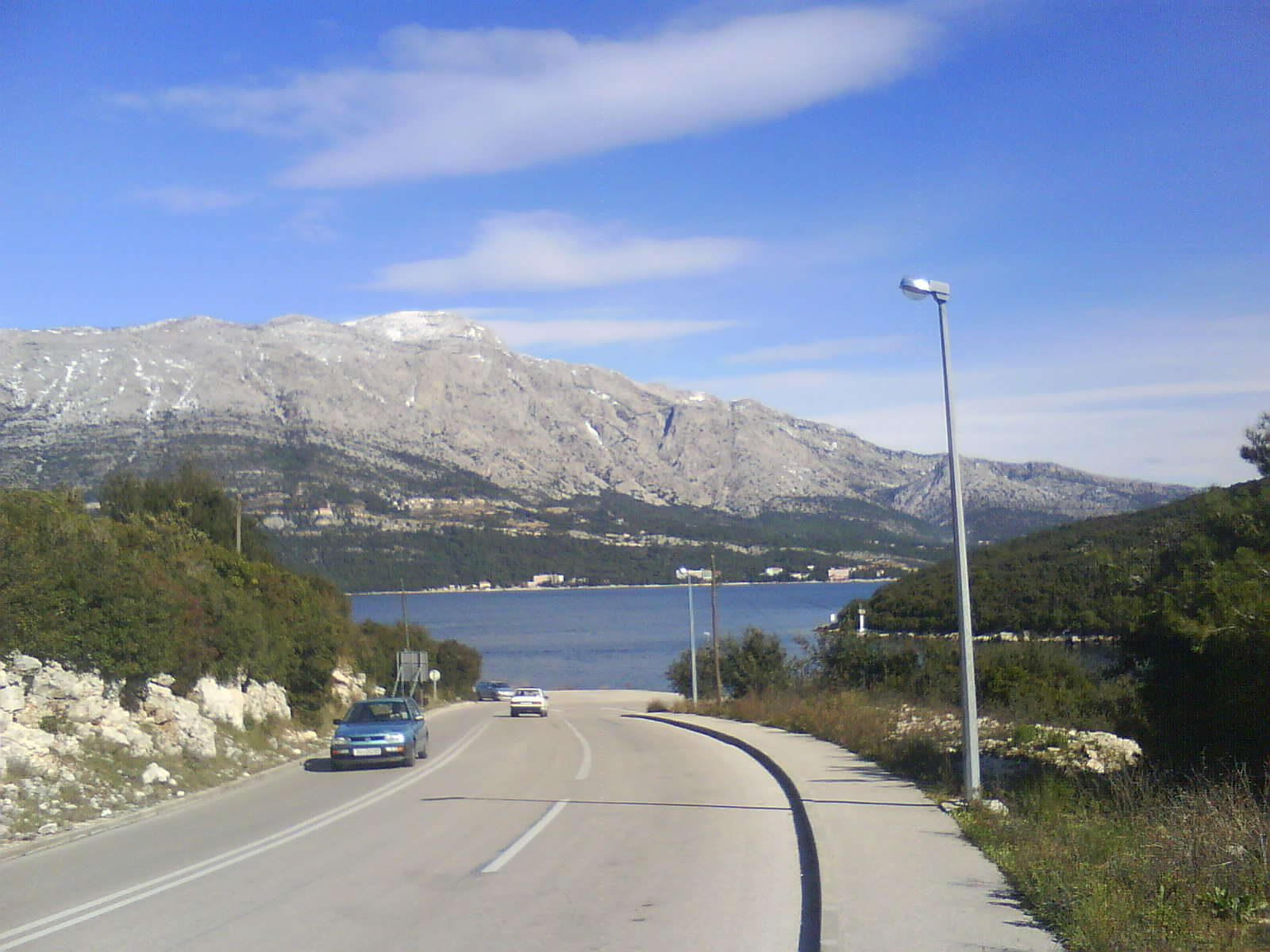
Дорога між Корчулою і Домінче

Корчула сполучається з материковою Хорватією регулярними поромними рейсами. Пороми з'єднують містечко Домінче (7 км від м. Корчула) з містом Оребич на Пелєшаці; місто Корчулу зі Сплітом, Дубровником, островами Хвар і Млєт, а також з італійським містом Барі, місто Вела-Лука зі Сплітом і островом Ластово. Пасажирські катери курсують в Оребич від пристані в межах міста Корчула. Крім того, зі Спліта в Корчулу ходять швидкісні пасажирські катамарани.
Через весь острів пролягає автошлях, що з'єднує селище Лумбарда на східній околиці острову, місто Корчула та місто Вела-Лука на західному кінці. Друга головна автодорога прямує з міста Корчула на захід, минає низку прибережних селищ і закінчується тупиком у селищі Рачішце.
Неподалік міста Корчула є невеликий аеродром, який теоретично здатний приймати малі літаки, проте практично він не використовується.

## Історія
Історія острова сягає корінням глибокої давнини. Так, на Корчулі були виявлені кургани епохи неоліту, залишки неолітичного поселення і дороги на дні Адріатичного моря поблизу острова, фінікійські поселення, залишки давньогрецької колонії. У VIII столітті на острів, як і на решту далматинського узбережжя прийшли слов'янські племена, хоча основна частина населення острову аж до пізнього середньовіччя була романомовною.

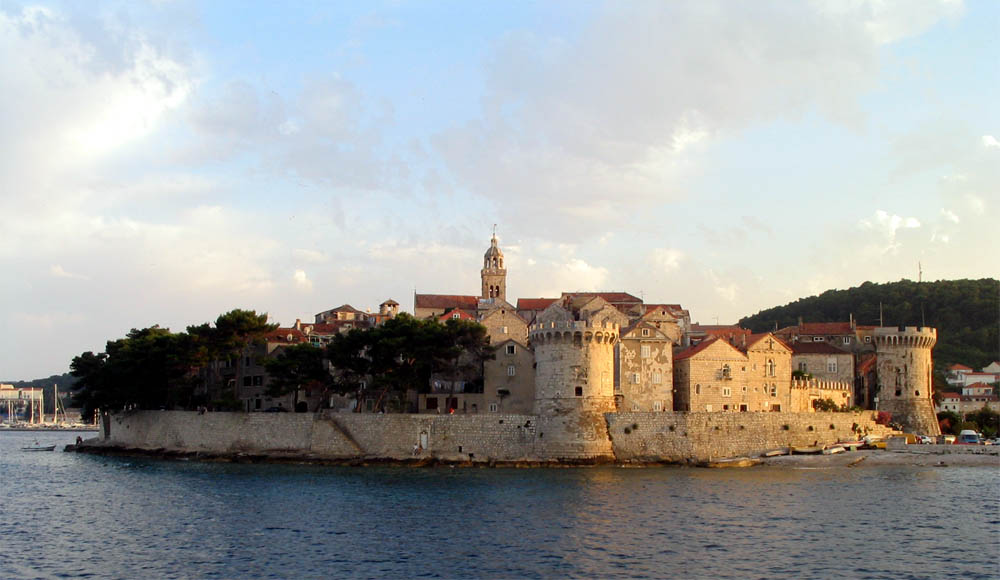
Старе місто Корчули. Вид з моря

Протягом XII—XV століть Корчула багато разів переходила з рук у руки. Островом управляли місцеві слов'янські князьки, Венеційська республіка, Угорщина, Генуезька республіка, Корчула мала навіть нетривкий період незалежності, належала Рагузькій республіці, доки в 1420 році остаточно не підпала під контроль венеційців. У період незалежності на Корчулі 1214 року був виданий т. зв. Корчуланський статут — звід законів, який визначив статус острова і став одним з найстаріших з відомих у історії юридичних документів Далмації.
Згідно з місцевою традицією, саме в місті Корчула в 1254 році народився великий мандрівник Марко Поло. В 1298 році поряд із островом відбулася морська битва між флотами Генуї та Венеції, що закінчилася перемогою генуезців. Марко Поло, можливо, брав участь у цій битві на боці венеційців, був узятий у полон і відвезений до Генуї, де у в'язниці і надиктував книгу про свої подорожі.

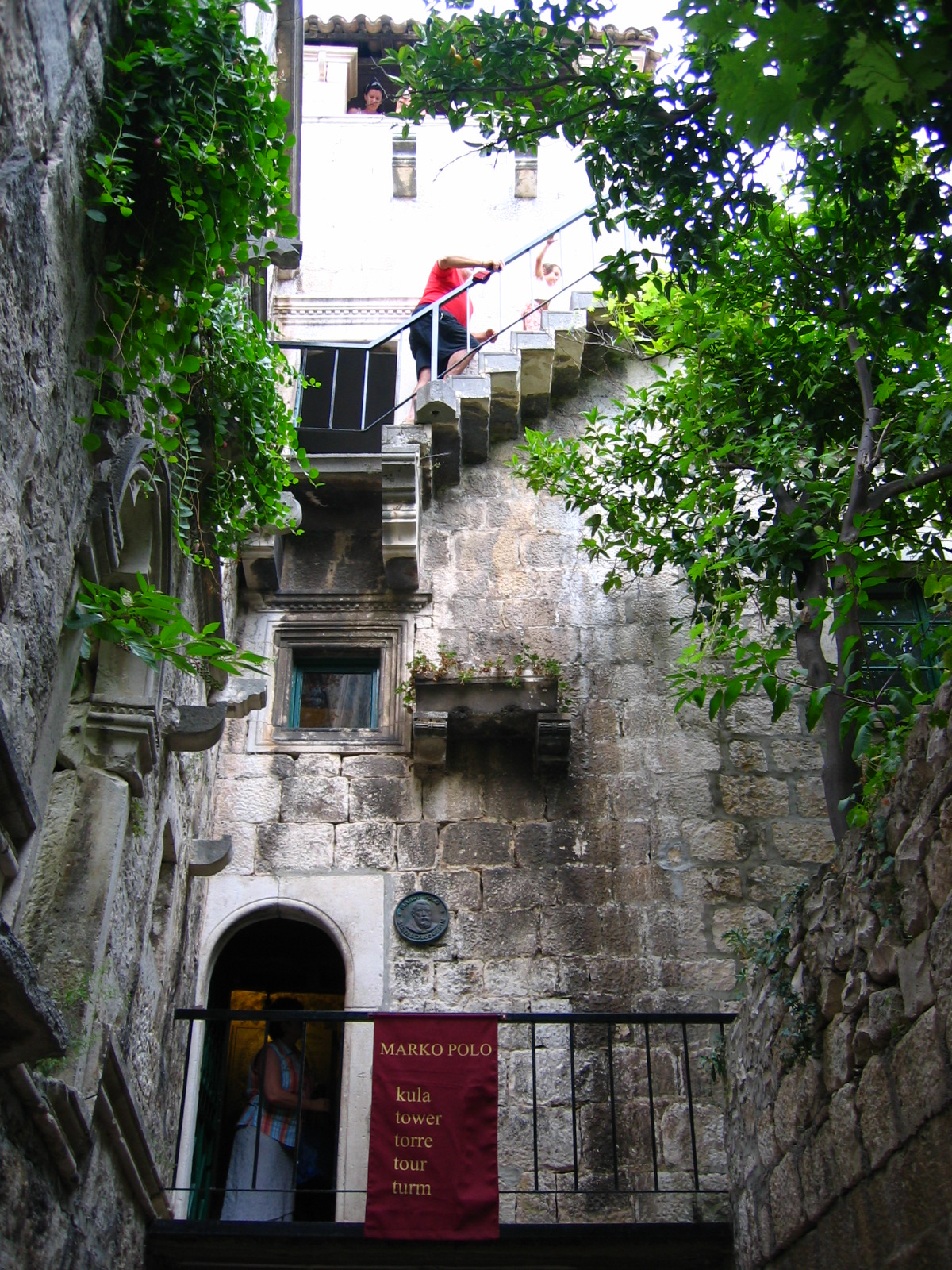
Корчула. Місце народження Марко Поло

У 1797 році Венеційська республіка була розділена між Францією та Габсбурзькою імперією. Корчула відійшла до Габсбургів, проте під час наполеонівських воєн у 1806 році острів був зайнятий французами і включений до складу французької імперії. В 1807 році Корчула була взята об'єднаними силами чорногорців і російського флоту під командуванням Д. М. Сенявіна, проте після завершення війни в 1815 році Корчула разом з далматинським узбережжям відійшла до Австрії.
В 1918—21 роках острів окупували італійці, після першої світової війни він став частиною Королівства Югославії. Під час другої світової війни острів був знову зайнятий італійцями. Вузькою Пельєшацькою протокою, як і в Середні віки, проліг державний кордон, тільки тепер не між Венецією і Дубровницькою республікою, а між Італією й Незалежною Державою Хорватія усташів. На острові активно діяв антифашистський партизанський рух і до 1943 року партизани повністю встановили контроль над Корчулою. Після нетривалого вторгнення на острів німецьких військ, у 1944 році він був повністю звільнений.
Після закінчення війни Корчула увійшов до складу Хорватії, на той час однієї з республік СФРЮ. Після розпаду останньої в 1990 році острів став частиною незалежної Хорватії.

## Економіка
Основу економіки острова складає туризм, а також сільське господарство. Основними культурами, культивованими на острові, є виноград, оливки та фрукти. Як і на решті островів Далмації на Корчулі розвинене рибальство і первинна переробка риби. Острів Корчула знаменитий своїми виноробними традиціями, адже саме тут виробляються знамениті хорватські білі вина «Грк» і «Пошип».

## Пам'ятки і традиції

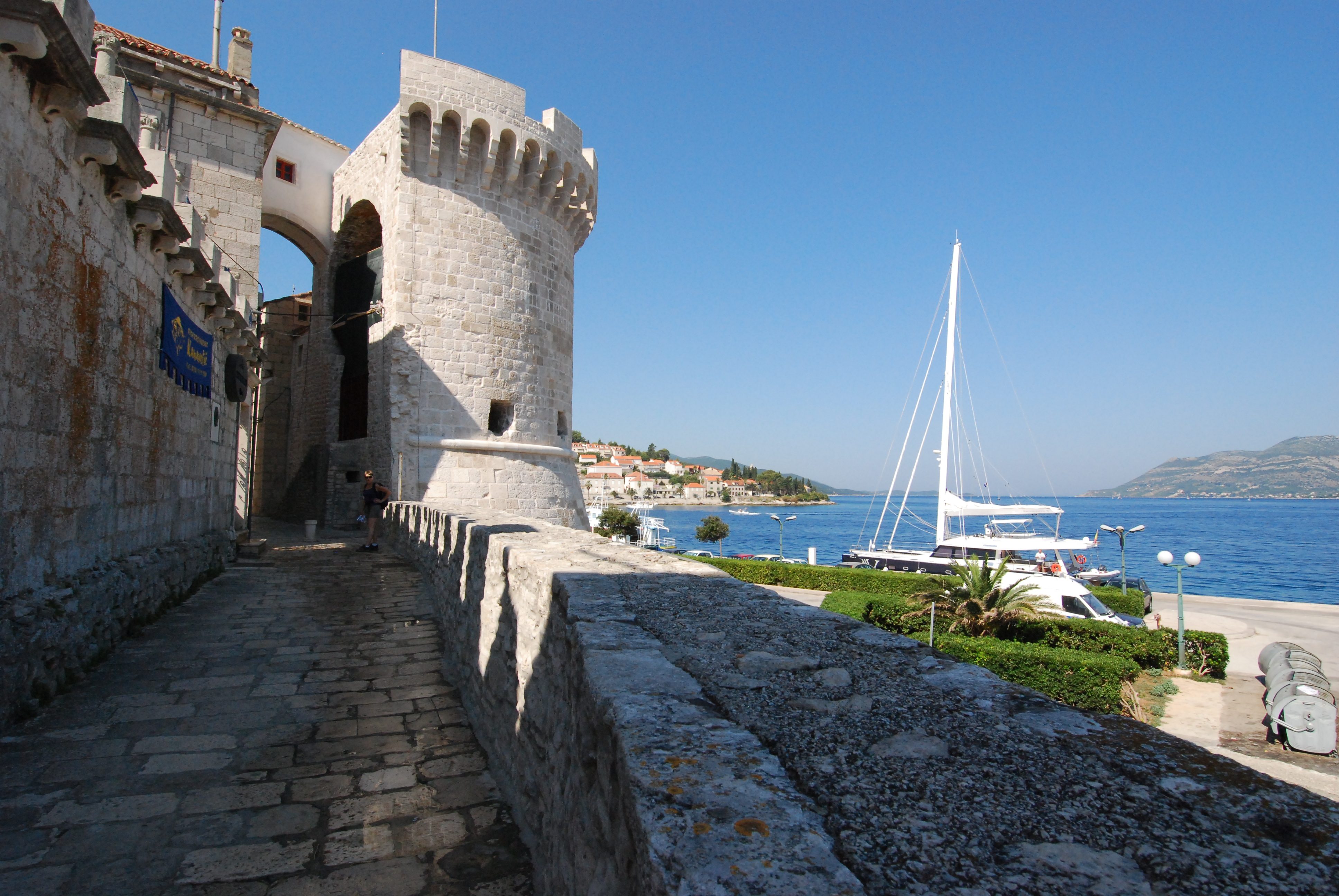
Фортечні мури міста Корчула

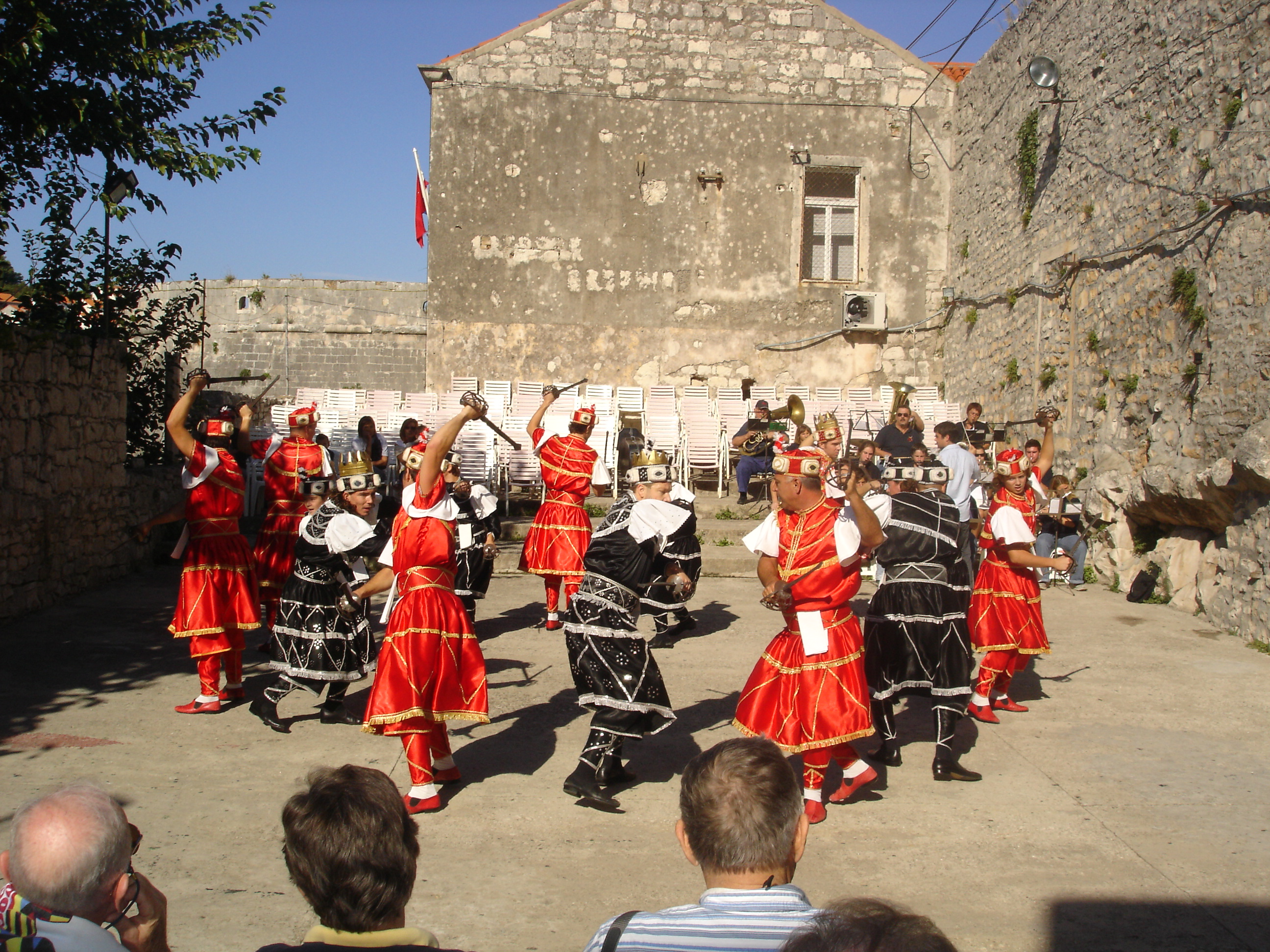
Танець «Морешка»

- Вела Спіла — печера, біля міста Вела Лука, в якій знайдені численні артефакти, які датуються епохами мезоліту і неоліту.
- Старе місто Корчули — добре збережений взірець середньовічного далматинського міста з вузькими вуличками та старовинними будівлями. Центральний міський собор св. Марка (побудований 1301 р., перебудовувався аж до 1806 р.) поєднує елементи готики та ренесансу. Фортечні мури також доступні для відвідування туристами.
- «Морешка» — лицарський танець XV століття, що відтворює битву з турками і був дуже популярним по всьому Середземномор'ю, до тепер зберігся лише в місті Корчула. Репрезентуючи добро і зло, а також у алегоричний спосіб, християн і мусульман, «армії білого і чорного королів» виборюють у танці дівоче кохання. У літній період театралізоване танцювальне дійство «Морешка» влаштовують і демонструють (у першу чергу в розрахунку на туристів, як іноземних, так і внутрішніх) щотижня.

## Виноски
1. ↑  Центральне бюро статистики Хорватії (PDF). Архів оригіналу (PDF) за 4 червня 2012. Процитовано 1 липня 2011.
2. ↑  korcula-info.com. Архів оригіналу за 13 липня 2011. Процитовано 1 липня 2011.
3. ↑  How to get to the island of Korcula. Архів оригіналу за 23 грудня 2010. Процитовано 1 липня 2011.
4. ↑  Поселення епохи неоліту знайшли в морі біля Адріатичного узбережжя. ВІДЕО. 08.06.2023
5. ↑  У Середземному морі біля узбережжя Хорватії знайшли поселення 7000 років (ВІДЕО). 08.06.2023
6. 1 2 3  korcula.net. History survey. Архів оригіналу за 30 листопада 2010. Процитовано 1 липня 2011.
7. ↑  Korcula Statute-www.korculainfo.com. Архів оригіналу за 16 березня 2013. Процитовано 1 липня 2011.
8. ↑  Dalmatia and Montenegro [Архівовано 21 вересня 2014 у Wayback Machine.] by J. Gardner Wilkinson
9. ↑  Гречанюк Н. М., Дмитриев В. И., Корниенко А. И. и др. Дважды Краснознаменный Балтийский флот. Гл.5. Архів оригіналу за 28 грудня 2010. Процитовано 1 липня 2011.